# J-I

J-I

Die J-I war eine japanische Trägerrakete. Es fand nur ein einziger Testflug statt.
Dies war die erste Rakete, die von der ISAS und der NASDA gemeinsam entwickelt wurde. Als erste Stufe wurde ein Feststoffbooster der Rakete H-II verwendet, die zweite und die dritte stammten von der M-3SII. Geplant waren zwei Testflüge mit zwei bzw. drei Stufen und mindestens ein operationeller Start. Allerdings gab es nur einen Teststart am 11. Februar 1996 mit zwei Stufen, wobei die Rakete ein Apogäum von 110 km erreichte.
Danach entzog die NASDA dem Projekt die Unterstützung, da die Kosten für die Entwicklung der Rakete sich als deutlich teurer als vergleichbare Projekte in anderen Ländern herausstellte. Die J-I sollte von der Nutzlast her die Mu-V ergänzen, aber der Startpreis von 52 Millionen US-Dollar für nur 1000 kg Nutzlast standen dazu in keinem Verhältnis, da vergleichbare amerikanische Trägerraketen wie die Taurus oder Athena nur 12 bis 16 Millionen US-Dollar kosteten.